# Stołuńsko
Stołuńsko (niem. Stalluhnermühle) – osada w Polsce, w województwie wielkopolskim, w powiecie złotowskim, w gminie Lipka. 
Do 2023 miejscowość była częścią wsi Osowo.
W latach 1975–1998 Stołuńsko administracyjnie należało do województwa pilskiego.
Stołuńsko leży nad rzeką Stołunią i sztucznym zbiornikiem wodnym "Stołuńsko". Znajduje się tu stary młyn wodny na rzece Stołuni, przekształcony w małą elektrownię wodną.
W roku 1905 zamieszkiwało tutaj 27 osób.